# Calumma hilleniusi
Calumma hilleniusi là một loài thằn lằn trong họ Chamaeleonidae. Loài này được Brygoo, Blanc & Domergue mô tả khoa học đầu tiên năm 1973.